# Время волков
«Время волков» (фр. Le temps du loup) — драматический фильм с элементами пост-апокалиптики, снятый режиссёром Михаэлем Ханеке в 2002 году. Лента была показана на Каннском кинофестивале 2003 года, однако не была включена в конкурсную программу из-за того, что председателем жюри был Патрис Шеро, сыгравший одну из главных ролей в картине.

## Сюжет
Франция после экологической катастрофы: вода в водоёмах становится непригодной для питья, что вынуждает горожан искать убежища в сельской местности. Анна Лоран вместе с мужем и несовершеннолетними дочерью Евой и сыном Беном приезжает в свой загородный дом, который оказывается захвачен неизвестными людьми. Грабители убивают мужчину, а автомобиль вместе с припасами отбирают. Да и жители деревни, которые знали семью Лоран ранее, не слишком-то рады их появлению и не спешат помогать.
После ряда мытарств Анна с детьми добирается до железнодорожной станции, где несколько человек пытаются дождаться поезда, следующего на север страны, где, по обрывкам радиосообщений, вроде бы налажено снабжение продуктами питания и водой. Собравшиеся пытаются организовать некое подобие порядка, однако нахождение в подобных условиях оказывается серьёзным испытанием на человечность…

## Актёры
- Изабель Юппер — Анна Лоран
- Беатрис Даль — Лиза Брандт
- Патрис Шеро — Тома Брандт
- Рона Хартнер — Арина
- Морис Бенишу — Азулей
- Оливье Гурме — Козловски
- Брижит Роюан — Беа
- Анаис Демустье — Ева
- Люка Биком — Бен
- Даниэль Дюваль — Жорж

## Награды
Кинофестиваль в Сиджесе в 2003 году:
- лучший сценарий — победа
- премия критики Хосе Луиса Гварнера — номинация
- лучший фильм — номинация